# Розинг, Илиодор Иванович
 Илиодор Иванович Розинг  (1830—1903) — действительный тайный советник, сенатор кассационного уголовного департамента Сената, член Государственного Совета.

## Биография
Происходил из нетитулованного российского дворянского рода Розингов. Родился 26 июня (8 июля) 1830 года.
По окончании курса в Императорском училище правоведения, 18 мая 1849 года поступил на службу в министерство юстиции. В 1857 году был назначен и.д. помощника юрисконсульта при Министерстве юстиции. В 1858 году назначен обер-секретарем 5-го департамента Сената. В 1861 году и. д юрисконсульта консультации при министерстве юстиции. В 1862 году управлял 2-м департаментом министерства юстиции и в том же году назначен за обер-прокурорский стол в 5-й департамент Сената; 30 августа 1864 года был произведён в действительные статские советники.
В 1865 году назначен обер-прокурором 2-го отделения 5-го департамента Правительствующего Сената, а в 1868 году назначен председателем департамента Санкт-Петербургской судебной палаты.
Был произведён 11 ноября 1870 года в тайные советники и назначен сенатором — во 2-е отделение 5-го департамента Сената. В 1873 году был переведён в уголовный кассационный департамент. В 1880 году назначен председателем Высочайше учрежденной при министерстве юстиции комиссии для обсуждения проекта общего наказа о внутреннем распорядке в судебных учреждениях, образованных по уставу 20 ноября 1864 года. В 1881 году назначен первоприсутствующим в уголовном кассационном департаменте Сената. В том же году назначен членом комитета для начертания проекта нового уложения о наказаниях. С 14 мая 1896 года — член Государственного Совета. В честь пятидесятилетия службы, 18 мая 1899 года к ордену Св. Александра Невского ему были пожалованы бриллиантовые знаки.
Умер 20 января (2 февраля) 1903 года. Похоронен в Исидоровской церкви Александро-Невской лавры.

## Награды
- орден Св. Станислава 2-й ст. с императорской короной (1860)
- орден Св. Владимира 3-й ст. (1866)[3]
- орден Св. Анны 1-й ст. с императорской короной (1874)
- орден Св. Владимира 2-й ст. (1879)
- орден Белого орла (1883)
- орден Св. Александра Невского (1888; бриллиантовые знаки к ордену — 18.05.1899)

## Семья
Жена — Елизавета Александровна (1831—1900).